# Widmung (Strauss)
Widmung ist der Titel eines Werks von Johann Strauss Sohn (ohne Opusnummer) nach dem gleichnamigen Lied von Robert Schumann. Es wurde am 22. November 1862 im Tanzlokal Zum Sperl in Wien erstmals aufgeführt.
Johann Strauss heiratete im August 1862 Jetty Treffz und ging anschließend auf Hochzeitsreise nach Venedig. Auf der Rückreise legten sie in Triest einen Zwischenaufenthalt ein. Dort entstand auch dieses Werk. Dabei handelt es sich um keine neue Komposition im eigentlichen Sinne. Strauss bearbeitete das Lied Widmung von Robert Schumann (Text von Friedrich Rückert) und schuf daraus eine Orchesterversion. Das Werk war eine Hommage an seine Frau. Das wird auch deutlich, wenn man die Liedtextzeile Du meine Seele, Du mein Herz liest. Es ist ein Beispiel für viele Werke, die von den drei Strauss-Brüdern nach bekannten Werken anderer Komponisten (Lieder, Arien oder sonstige klassische Kompositionen) erstellt wurden. Die meisten davon gingen jedoch verloren, als Eduard Strauß im Jahr 1907 das Notenmaterial der Strauss-Kapelle verbrennen ließ.
Die Spieldauer beträgt auf der unter Einzelnachweisen angeführten CD 3 Minuten und 1 Sekunde. Je nach der musikalischen Auffassung des Dirigenten kann diese Zeit etwas variieren.

## Einzelnachweis
1. ↑  Quelle: Englische Version des Booklets (Seite 119) in der 52 CDs umfassenden Gesamtausgabe der Orchesterwerke von Johann Strauß (Sohn), Hrsg. Naxos. Das Werk ist als sechster Titel auf der 46. CD zu hören.